# 1991 en Saskatchewan
Chronologie de la Saskatchewan
- 1987
- 1988
- 1989
- 1990
- 1991
- 1992
- 1993
- 1994
- 1995

Cette page concerne des événements d'actualité qui se sont produits durant l'année 1991 dans la province canadienne de la Saskatchewan.

## Politique
- Premier ministre : Grant Devine puis Roy Romanow
- Chef de l'Opposition :
- Lieutenant-gouverneur : Sylvia Fedoruk
- Législature :

## Événements
- 21 octobre : élection générale en Saskatchewan - le gouvernement du progressiste-conservateur est défait par le NPD saskatchewanaise et Roy Romanow succède à Grant Devine au poste de Premier ministre.

## Naissances

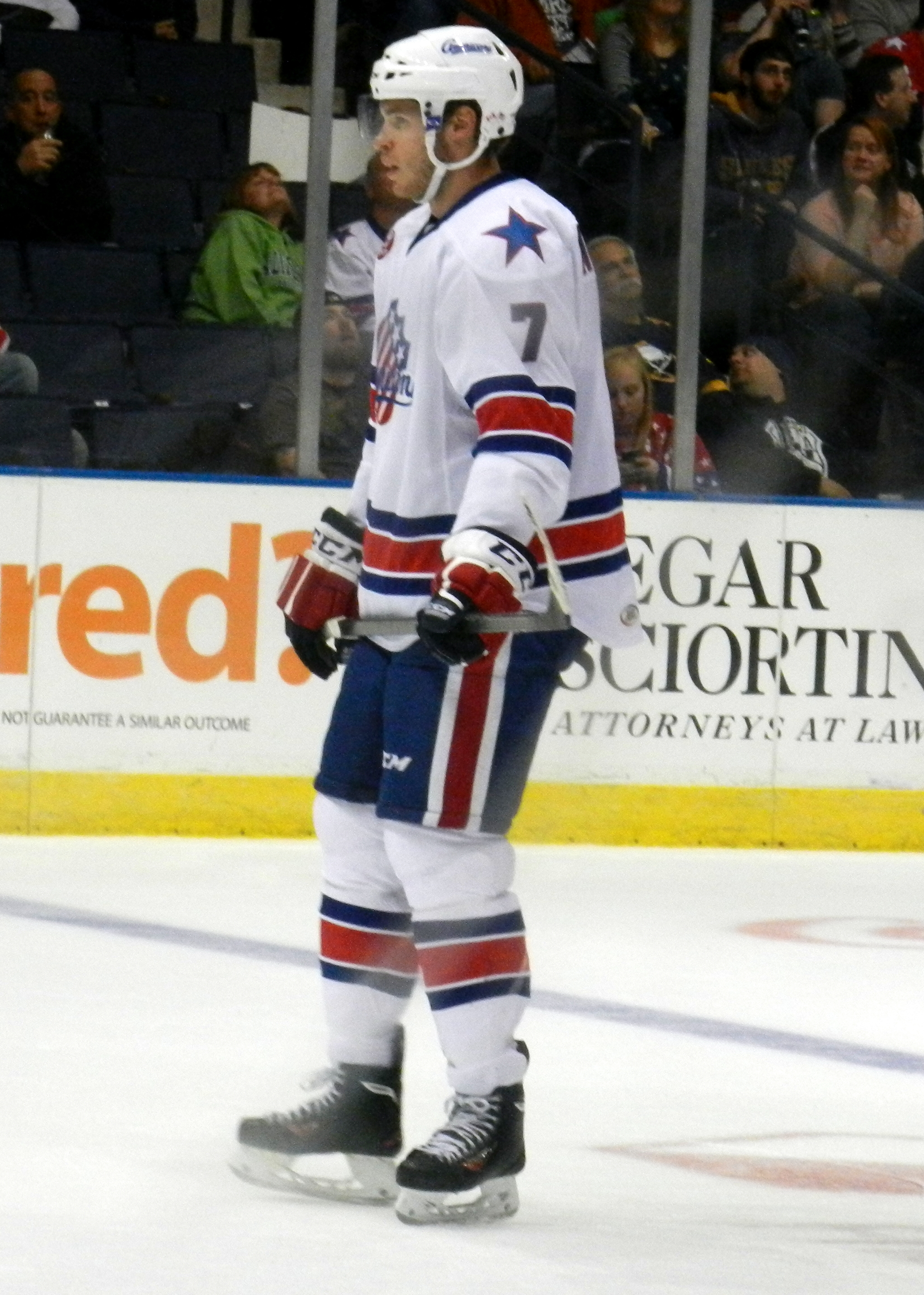
Brayden McNabb

- 21 janvier : Brayden McNabb (né à Davidson) est un joueur professionnel de hockey sur glace canadien.
- 25 janvier : Jared Cowen (né à Saskatoon) est un joueur de hockey sur glace canadien.
- 17 juillet : Linden Vey (né à Wakaw) est un joueur de hockey sur glace canadien.
- 22 août : Brayden Schenn (né à Saskatoon) est un joueur professionnel de hockey sur glace canadien[1].
- 2 septembre : Garrett Mitchell (né à Regina) est un joueur professionnel de hockey sur glace canadien.